# Hans Dierck Waller
Hans Dierck Waller, auch Hans-Dierck Waller (* 29. Mai 1926 in Kiel; † 23. Juli 2013 in Tübingen), war ein deutscher Mediziner, der vor allem auf den Gebieten der Hämatologie und Onkologie sowie als Hochschullehrer tätig war.

## Leben und Wirken
Hans Dierck Waller, Sohn des Kieler Internisten H. Waller, wurde 1951 an der Universität Kiel zum Dr. med. promoviert. 1960 erfolgte die Habilitation an der Universität Marburg, der sich eine zweijährige Lehrtätigkeit in Marburg anschloss. Seit 1963 lehrte und forschte er an der Universität Tübingen. Als Direktor leitete er dort die Universitätsklinik II. Im Jahr 1966 wurde er dort außerplanmäßiger Professor, 1970 ordentlicher Professor für Innere Medizin. 1988 erhielt er die Ehrendoktorwürde der Albert-Ludwigs-Universität Freiburg.
Waller verfasste zahlreiche Abhandlungen zur Hämatologie, Immunologie und Onkologie.
Er war verheiratet mit Friederike Waller und hatte fünf Kinder, darunter den Regisseur Ulrich Waller.

## Auszeichnungen und Mitgliedschaften
- 1959: Oehlecker-Preis
- 1960: Frerichs-Preis
- 1964: Homburg-Preis
- 1965: Hufeland-Preis
- Bundesverdienstkreuz 1. Klasse[4]
- 1988: Mitglied der Leopoldina
- Silberne Medaille der Universität Tübingen[5]
- 1999: Ehrenmitglied der Deutschen Gesellschaft für Hämatologie und Medizinische Onkologie[6]